# Партія «Дія і Солідарність»
Па́ртія «Дія і солідарність» (ПДС) (рум. Partidul „Acțiune și Solidaritate” (PAS)) — молдовська політична партія. Створена 15 травня 2016.

## Керівники партії
- Ігор Гросу (з 2020, в. о.) — голова ПДС (у 2016—2020 рр. — Мая Санду);
- Ліліана Ніколаеску-Онофрей — віцеголова ПДС;
- Дан Перчун — віцеголова ПДС;
- Міхай Попшой — віцеголова ПДС;
- Ігор Гросу — генеральний секретар ПДС.

## Історія

### Установчий з'їзд Партії «Дії і солідарність»
На установчому з'їзді 15 травня 2016 більше ніж 200 делегатів на з'їзді одноголосно проголосували за призначення ексміністра просвіти Маю Санду на посаду голови ПДС. На посаду заступників голови були обрані Сергій Мустяце й Ігор Гросу, а на посаду генерального секретаря партії — Ігор Гросу. До складу постійного національного бюро увійшли: Даніела Терезі-Барберошіє, Ніколай  Рошка, Вірджил Писарюк, та Дан Перчун.
Згідно зі статутом формування, ПДС є право-центристською партією, яка розділяє і просовує доктрину соціального лібералізму, виступає за демократичні цінності, просуває пленарну інтеграцію Республіки Молдова до ЄС як найнадійніший шлях до соціального, економічного, політичного процвітання і згуртуванню суспільства. Також у програмі формування розглядається проведення систематичних реформ, через які мають бути прокладені основи реальної ринкової економії, яка б забезпечила робочі місця, продовження реформ за якісну освіту і соціальний захист вразливих груп.

### Участь у президентських виборах 2016
Партія «Дія і солідарність» разом з платформою «Гідність і правда» висунула Маю Санду як загального кандидата на посаду президента Республіки Молдова на президентських виборів 30 жовтня 2016. Рішення про призначення загального кандидата ухвалила ПДП у рамках політичної національної ради від 15 жовтня 2016 після вивчення результатів деяких опитів громадської думки, згідно з якими Мая Санду набирала більший відсоток, ніж лідер ПДП Андрей Нестасе. Рішення тих двох політформувань призначити загального кандидата на президентські вибори привітали та підтримали Європейська народна партія, Ліберал-демократична партія Молдови, Зелена екологічна партія, Ліберал-реформаторська партія, Народна партія Республіки Молдова та інші.
У передвиборчій програмі Маї Санду вказані боротьба з корупцією, розслідування за фактом крадіжки мільярда, протистояння несправедливим рішенням влади держави, Парламенту тощо.
У першому турі виборів Мая Санду набрала 38,71 % голосів, а у другому — 47,89 %.